# L'Aquila Calcio 1927
L'Aquila Calcio 1927 este un club de fotbal din L'Aquila, Abruzzo, Italia. În prezent echipa evoluează în Lega Pro.

## Lotul actual
La 1 martie 2014.

## Jucători notabili
- Annibale Frossi (1935—1936)
- Jehad Muntasser (2001—2002)
- Kenneth Zeigbo (2001—2002)

## Foști antrenori
- Ottavio Barbieri (1933—1934)
- András Kuttik (1936—1937)
- Giovanni Degni (1954—1955)
- János Nehadoma (1957—1958)
- Dino Bovoli (1963—1964)
- Renato Benaglia (1972—1973)
- Sergio Petrelli (1978—1979)
- Leonardo Acori (1991—1992)
- Bruno Nobili (1993—1994, 1995—1996)
- Paolo Stringara (2000—2001)
- Bruno Giordano (2002—2003)